# Iodat de potassi

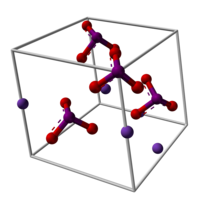
Estructura molecular

El iodat de potassi és una oxosal del iode formada per cations potassi (K+) i anions iodat (IO₃-). És un compost inorgànic.

## Descripció
El Iodat de potassi es pot trobar en forma de pols cristal·lí de color blanc o de cristalls incolors (transparents) i inodors (no desprenen cap tipus d'olor). Si es posa en contacte amb una flama es torna de color violeta. Aquesta oxosal és molt soluble en aigua i àcid sulfúric, mentre que en alcohol etílic no ho és. El iodat de potassi no és ignífug per si mateix, però pot provocar la ignició en materials combustibles. A més, és nociu si s'ingereix. És tòxic per organismes aquàtics, amb efectes nocius duradors.

## Síntesi
En la preparació del iodur de potassi obtenim un compost, a partir de l'acció del iode sobre el hidròxid de potassi, en el qual li augmentem la temperatura per evaporar una part del producte. El residu que queda és el iodat de potassi, que es dissol en aigua a alta temperatura i es fa cristal·litzar.
També es pot obtenir fent reaccionar el iodur de potassi amb permanganat potàssic:
IK + 2KMnO₄ + H₂O → 2KOH + 2MnO₂ + KIO₃

## Usos
Al posar-se en contacte amb una flama, es torna de color violeta i així es fa servir per detectar la presència de potassi en una mostra. El principal us és com a reactiu i com a medi oxidant en determinades reaccions. En la indústria química serveix per a determinar el zinc i l'arsènic, en medicina s'utilitza com a antisèptic i en el sector agrícola com additiu en pinsos.
Pastilles de iodur de potassi poden ser útil per prevenir els efectes de la radioactivitat però que mai s'ha de prendre de forma preventiva i generalitzada perquè té efectes secundaris molt greus, com ara problemes a la tiroides o de caràcter renal.